# Viktor Szombathy
Viktor Szombathy (8. dubna 1902 Rimavská Sobota – 12. srpna 1987 Budapešť), byl maďarský spisovatel, překladatel, redaktor.

## Život
Viktor Szombathy maturoval v roce 1920 ve svém rodném městě, poté pokračoval ve studiu na univerzitě v Budapešti. V letech 1928 až 1940 se vrátil do rodného města, ve kterém zastával různé funkce v maďarských kulturních společnostech. V roce 1940 se přestěhoval do Budapešti, kde pracoval např. v Maďarské národní bance a Maďarském rozhlase, kromě toho redigoval různé časopisy. Psal především díla pro mládež.

## Posmrtné uznání
Jeho jméno nese Základní škola Viktora Szombathyho s vyučovacím jazykem maďarským v Jesenském.

## Výběr z díla
- Cserkészkaland (1926)
- Elesni nem szabad (1938)
- Az északi hegyek ölelésében (1964)
- Prága (1971)
- Megszólal a töröksíp (1988)